# جمعية فتيات كشافة المجر
جمعية فتيات كشافة المجر هي رابطة هنغارية للمرشدات في المجر، وتضم حوالي 512 عضوة اعتبارا من عام 2003. تأسست في عام 1919، أصبحت جمعية فتيات كشافة المجر عضوا كامل العضوية في الجمعية العالمية للمرشدات وفتيات الكشافة في عام 1928، وعضوا منتسبا مرة أخرى في عام 1993. واستعادت العضوية الكاملة في عام 2008.